# Malthodes kasantsevi
Malthodes kasantsevi es una especie de coleóptero de la familia Cantharidae.

## Distribución geográfica
Habita en el Cáucaso.